# Fingerprint (Spektroskopie)

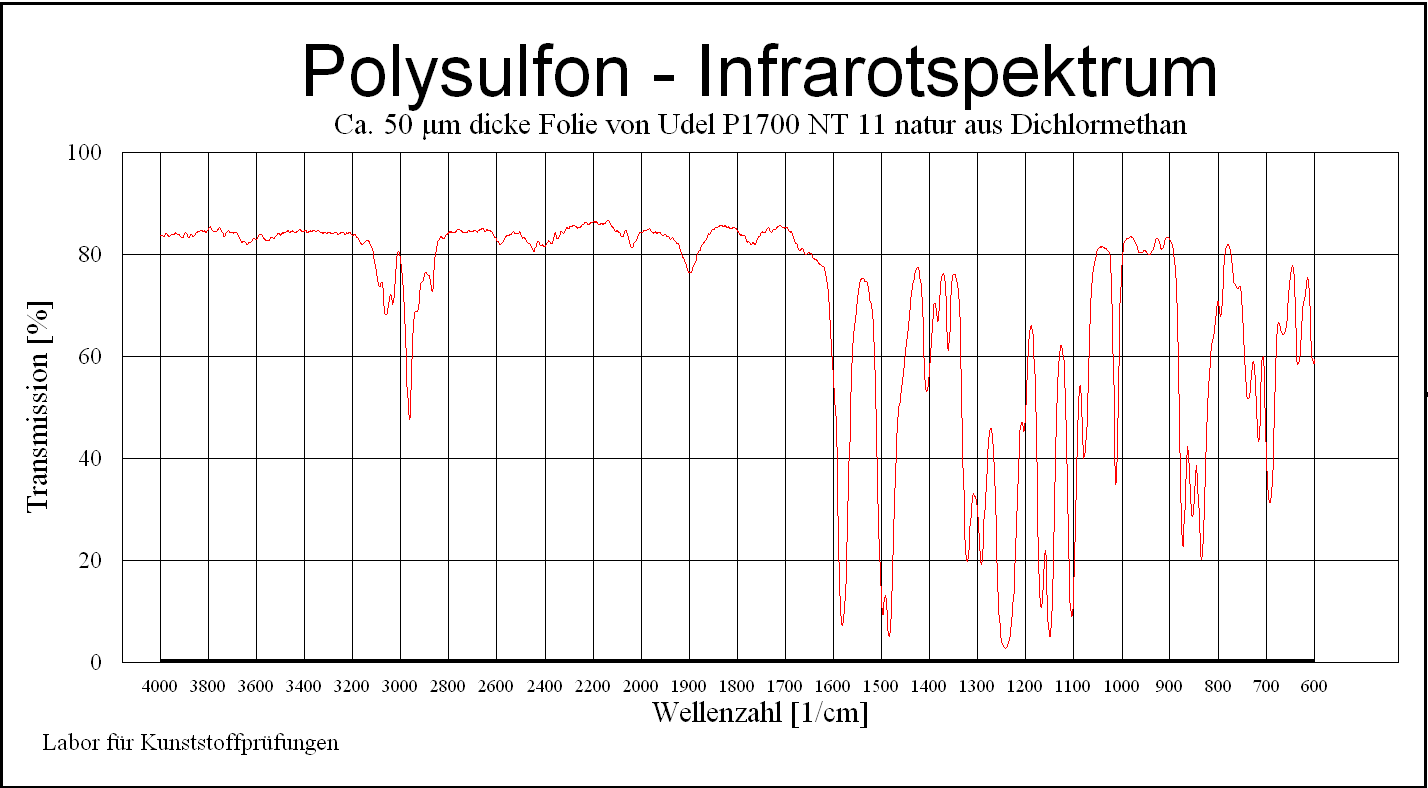
Transmissionsinfrarotspektrum einer Polysulfon-Folie

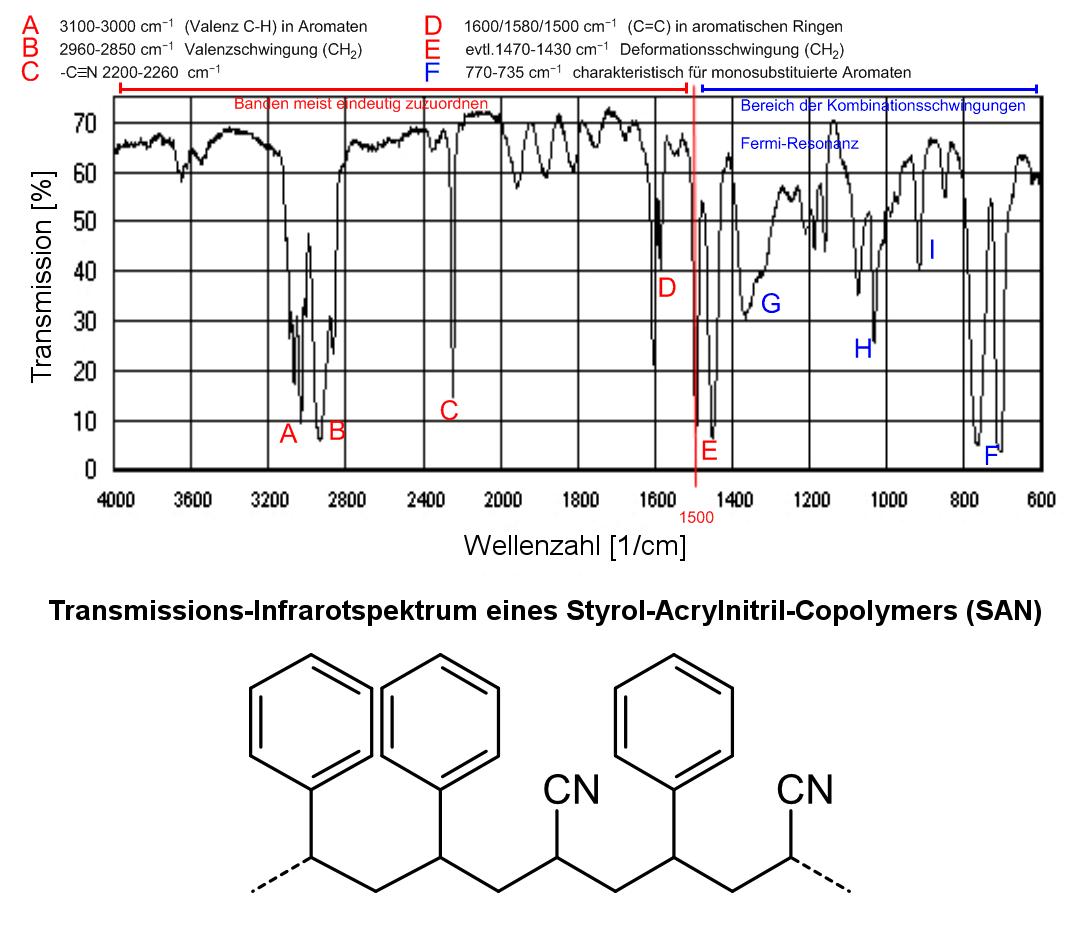
Infrarotspektrum eines Styrol-Acrylnitril-Copolymers (SAN)

Der Fingerprint-Bereich (engl.), auch Finger-Print-Bereich, seltener ‚Fingerabdruck-Bereich‘, bezeichnet in der Schwingungsspektroskopie den Bereich unterhalb von 1500 cm−1. Er wird neben den charakteristischen und substanzspezifischen Schwingungen (für die Bestimmung funktioneller Gruppen) bei der Analyse von Schwingungsspektren zur Identifizierung einer individuellen Verbindung (insbesondere organischer Verbindungen) genutzt.

## Hintergrund und Nutzung
Bei der Analyse von Molekülschwingungen ist zu beachten, dass nicht alle Teile eines Moleküls durch charakteristische Gruppenschwingungen identifizierbar sind. Viele Normalschwingungen sind beeinflusst durch starke Kopplungseffekte von Streck- bzw. Deformationsschwingungen der verbundenen geraden oder verzweigten Molekülketten oder -ringen. Diese werden Gerüstschwingungen genannt und, anders als bei vom Molekülgerüst unabhängigen Schwingungen, sind ihre Lage, Form und Ausprägung spezifisch für ein bestimmtes Molekül. Sie können daher, wie bei Menschen der Fingerabdruck, zur genaueren Identifikation der Moleküle genutzt werden, auch wenn ihre genaue Zuordnung oft nicht möglich ist. Der Spektralbereich dieser Schwingungen unterhalb von 1500 cm−1 wird daher Fingerprint-Bereich genannt.
Genutzt wird der Fingerprint-Bereich bei der Identifizierung von Substanzen basierend auf möglichst reinen Transmissions- oder Absorptionsspektren. Dies erfolgte früher rein visuell, heutzutage ermöglicht der maschinelle Vergleich mit einem Referenzspektrum unter Einsatz von Spektrendatenbanken eine schnellere und genauere Bestimmung. Voraussetzung für ein gutes Ergebnis ist eine möglichst gleichartige Messung des Proben- und Referenzspektrums. So können Banden von Lösungsmittel(-Resten) oder unterschiedliche Probentechniken
und damit verbundene Störungen, wie atmosphärische Störungen und Wasser-Dampf, Interferenzen usw., das Ergebnis beeinträchtigen.
Da die Referenzen in der Regel nicht auf dem gleichen Messgeräten erfolgte bzw. der Kalibrierungszustand nicht genau bekannt ist, können zudem leichte Verschiebungen der Bandenpositionen auftreten und beachtet werden. Für die stärksten Banden sollte der Toleranzbereich jedoch unter 1 cm−1 liegen.
Aufgrund der Empfindlichkeit gegenüber Details des Molekülaufbaus, eignet sich neben der Röntgenbeugung auch die Infrarot- und Raman-Spektroskopie unter Auswertung des Fingerprint-Bereichs gut zur Identifikation von polymorphen Formen einer Substanz, vor allem von festen Proben.
Dabei ist es auch möglich kleinere Mengen einer Form in Mischungen beider zu bestimmen. Dies ist wichtig insbesondere bei der Substanzidentifizierung von Arzneimitteln, die oft polymorphe Formen aufweisen und diese wiederum unterschiedliche physikalischer Eigenschaften (z. B. Löslichkeit) haben können. Die Analyse wird daher auch im Routinebetrieb eingesetzt, z. B. im Rahmen der Arzneimittelzulassung. In diesem Zusammenhang unterstützt die Schwingungsspektroskopie andere Methoden für die Untersuchung polymorpher Formen, wie Röntgendiffraktometrie, die thermischen Analyseverfahren, die photoakustische Spektroskopie sowie die die Festkörper-NMR-Spektroskopie.